# Microcymatura
Microcymatura är ett släkte av skalbaggar. Microcymatura ingår i familjen långhorningar.
Kladogram enligt Catalogue of Life:
| Microcymatura | \| \| Microcymatura antennalis \| \| \| \| \| \| Microcymatura flavipennis \| \| \| \| \| \| Microcymatura flavodiscalis \| \| \| \| |
|               | \| \| Microcymatura antennalis \| \| \| \| \| \| Microcymatura flavipennis \| \| \| \| \| \| Microcymatura flavodiscalis \| \| \| \| |
|               | Microcymatura antennalis |
|               | |
|               | Microcymatura flavipennis |
|               | |
|               | Microcymatura flavodiscalis |
|               | |